# Sienna Guillory
Sienna Tiggy Guillory (Kettering, Northamptonshire, 16 de marzo de 1975) es una actriz y exmodelo británica. Sus interpretaciones más destacadas han sido el papel protagonista en la miniserie de televisión Helena de Troya, la princesa de los elfos Arya Dröttningu en la película de fantasía y aventuras Eragon y Jill Valentine en las películas de ciencia ficción y terror Resident Evil: Apocalipsis, Resident Evil: Afterlife y Resident Evil: Retribution.

## Biografía
Nacida en Kettering, Northamptonshire, Guillory es hija del guitarrista folk estadounidense Isaac Guillory y de su primera esposa, la modelo inglesa Tina Thompson, con la que se casó en 1973. Su padre era hijo de estadounidenses y judíos turcos.
Sus padres se trasladaron a Fulham, Londres, cuando Guillory tenía dos años, y más tarde a Norfolk cuando ella tenía 11. A los diez años, se fue a vivir con unos primos a México para aprender español. Tiene un hermanastro, de la misma madre. Su padre lo adoptó. Sus padres se divorciaron en 1990, cuando Sienna tenía 14 años. En 1993, su padre se casó con Vickie McMillan, y tuvo dos hijos con ella, Ellie y Jacob.
Guillory asistió a Gresham's School en Holt, Norfolk, donde participó en numerosas producciones escolares. Empezó a montar a caballo a los dos años. A los 14 años, le regalaron un caballo, al que llamó The Night Porter, o «Porty», por la película The Night Porter; Guillory era fan de su actriz protagonista Charlotte Rampling.
Su familia es muy buena amiga de la actriz Helen Mirren a quien Guillory ve como un modelo a seguir. Sienna es muy buena amiga de las actrices Sarah Michelle Gellar, Jayma Mays, Michele Hicks, Clea DuVall y Milla Jovovich.
En julio de 1997 se casó con el actor Nick Moran, sin embargo después de tres años la pareja se divorció en el 2000.
El 31 de diciembre de 2000 su padre murió de cáncer a la edad de 53 años después de padecerlo por seis años.
En el 2000 Sienna comenzó a salir con el actor Enzo Cilenti. La pareja se casó en el 2002, en febrero del 2011 Sienna dio a luz a las gemelas, Valentina y Lucia Cilenti.

## Trayectoria

### Modelaje
En 1997 Sienna acompañó a una amiga a la agencia de modelos Select Model Management en Londres y pronto la contrataron. Modeló y realizó campañas para importantes marcas como Armani, Dolce & Gabbana, Burberry y Paul Smith. También apareció en la portada de la revista Vogue de las versiones británica, alemana e italiana. En 1999 durante tres años se convirtió en la cara de la campaña de la fragancia de Hugo Boss. Después de modelar por varios años en el 2000 Sienna decidió centrarse en su carrera como actriz. Sienna firmó por la agencia Independent Models en Londres.

### Actuación
Antes de convertirse en modelo para apoyar su carrera como actriz Sienna trabajó como camarera en un club. Estudió actuación en el New World School of the Arts y en Paris Conservatoire.
En 1993 hizo su debut en la televisión cuando apareció en un episodio de la serie Riders, en donde interpretó a Fenella Maxwell. Su actuación le permitió obtener un pequeño papel en la miniserie The Buccaneers, donde interpretó a Lady Felicia junto a Mira Sorvino.
Entre 1996 al 2000 apareció en pequeñas series de televisión y películas como The Future Lasts a Long Time, The Rules of Engagement, Star! Star!, Kiss Kiss (Bang Bang), The 3 Kings y Two Days, Nine Lives.
En el 2000 apareció en la serie Take a Girl Like You una adaptación de la novela de Kingsley Amis en ella interpretó a Jenny Bunn, la heroína de la historia. Ese mismo año apareció en el thriller Sorted. En el 2001 apareció en las películas británicas Oblivious, Late Night Shopping, The Last Minute y en Superstition.
En el 2002 apareció en The Time Machine, junto a Guy Pearce y Jeremy Irons. En la película interpretó a Emma, la prometida del doctor Alexander Hartdegen (Guy Pearce), quien fue asesinada y cuya muerte desata todos los sucesos de la película. En el 2003 interpretó a Juliette en la película The Principles of Lust del director Penny Woolcock, para la película Sienna realizó una escena de sexo. Ese mismo año obtuvo un pequeño papel en la película Love Actually en donde interpretó a la novia de Jamie (Colin Firth), quien lo engaña con su hermano. También interpretó a Helena en la miniserie Helena de Troya, la serie se centraba en la vida de Helena y estaba basada principalmente en el épico poema de Homero la Iliada y en ella aparecen Matthew Marsden, Rufus Sewell y John Rhys-Davies.
En el 2004 obtuvo el papel de la heroína y oficial Jill Valentine en la película Resident Evil: Apocalypse, por su interpretación Sienna obtuvo buenas críticas. Entre ese año y el 2006 también apareció en películas y series como Beauty, Marple: A Murder Is Announced, In the Bathroom, The Virgin Queen, Silence Becomes You y en Rabbit Fever.
En el 2006 obtuvo el papel de la princesa de los elfos Arya Dröttningu en la película de fantasía y aventuras Eragon junto a Jeremy Irons. Sienna fue invitada para volver a interpretar a Jill en la película Resident Evil: Extinction la secuela de Apocalipsis sin embargo no pudo aceptarlo debido a que el programa y horarios chocaban con los de Eragon.
En el 2007 interpretó a Katherine en la película española El Corazón de la Tierra (en inglés titulada: The Heart of the Earth), más tarde ese año apareció en la película de terror Victims y en la película de fantasía Inkheart en donde interpretó a Teresa "Resa" Folchart la esposa de Mortimer Folchart (Brendan Fraser) y madre de Meggie Folchart (Eliza Bennett).
En el 2008 apareció en la serie The Oaks donde interpretó a Jessica una joven embarazada y que tiene el síndrome de Asperger, junto a Bahar Soomekh, Matt Lanter, Romy Rosemont, Jeremy Renner, Michael Rispoli y Shannon Lucio, al serie sigue la historia de tres jóvenes familias, una de 1968 que ha perdido un hijo, en 1998 a una familia de cuatro integrantes y en el 2008 a Jessica una joven que está esperando un bebé con el casado Dan (Jeremy Renner) con quien comparte un secreto y cuya esposa también está esperando un hijo, todas ellas perseguidas por un espíritu en la casa en donde viven.
En el 2010 Sienna interpretó de nuevo a Jill Valentine en una escena durante los créditos en la cuarta entrega de la película Resident Evil, titulada Resident Evil: Afterlife.
En el 2011 interpretó a Julie Kestral en la película The Big Bang junto a Antonio Banderas.
En el 2012 regresó como personaje principal junto a Milla Jovovich en la película Resident Evil 5: La venganza donde interpretó por tercera vez a Jill Valentine, con Johann Urb, Shawn Roberts, Oded Fehr, Colin Salmon y Michelle Rodriguez.
En  mayo de 2018 actuó en el videoclip de la canción Paper Crown de Liam Gallagher.

## Caridad
En agosto del 2004 Sienna junto a su esposo Enzo realizaron cinco etapas del Tour de Francia para recaudar dinero para las obras de caridad Amnesty International y Shelter.

## En los medios de comunicación
En el 2001 los lectores de la revista Esquire la escogieron como la mujer más cotizada del Reino Unido y una imagen de ella salió en la portada. En el 2002 obtuvo el lugar 89 en la lista de "Las 100 mujeres más atractivas" de la revista Maxim.'s list of "The 100 Sexiest Women",
En el 2007 fue votada como el número 54 del Askmen.com Top 99.

## Filmografía

### Películas
| Año  | Título                                        | Personaje                     | Nota                                                                     |
| ---- | --------------------------------------------- | ----------------------------- | ------------------------------------------------------------------------ |
| 2023 | The performance                               | Sarah                         |                                                                          |
| 2023 | Meg 2: The Trench                             | Hilary Driscoll               |                                                                          |
| 2021 | Clifford, el gran perro rojo                  | Maggie                        |                                                                          |
| 2021 | A Banquet                                     | Holly Hughes                  | Junto a Lindsay Duncan, Jessica Alexander y Ruby Stokes.                 |
| 2017 | The Performance                               | Sarah                         |                                                                          |
| 2017 | Dream On                                      | Lesley Richardson             | junto a Ben Cura, Michael lindall                                        |
| 2017 | The Whole Banana                              | Denise                        | anunciada; junto a Matthew Perry, Enzo Cilenti, Dean Cain y Gene Silvers |
| 2016 | Warrior´s Gate                                | Annie                         | junto a Dave Bautista, Joel Adrian                                       |
| 2016 | Don't Hang Up                                 | Mrs. Kolbein                  |                                                                          |
| 2016 | Abduct                                        | Angelica Dark                 | junto a Franco Flammia                                                   |
| 2015 | High-Rise                                     | Jane Sheridan                 | Tom Hiddleston, Jeremy Irons y Luke Evans                                |
| 2015 | The List                                      | Alison Corwin                 | junto a Anthony Flanagan, Bill Paterson y Nigel Planer                   |
| 2014 | Being American                                | Susan                         | junto a Christopher McDonald                                             |
| 2014 | The Goob                                      | Janet                         | junto a Sean Harris, Paul Popplewell                                     |
| 2013 | The List                                      | Alison Corwin                 | junto a Anthony Flanagan, Bill Paterson y Nigel Planer                   |
| 2012 | Resident Evil 5: La Venganza                  | Jill Valentine                | junto a Milla Jovovich, Johann Urb y Shawn Roberts                       |
| 2011 | The Last Belle (cortometraje)                 | Rosie                         | prestó su voz para el personaje                                          |
| 2011 | The Big Bang                                  | Julie Kestral/Lexie Persimmon | junto a Antonio Banderas, Delroy Lindo y Thomas Kretschmann              |
| 2010 | Resident Evil: Afterlife                      | Jill Valentine (cameo)        | junto a Milla Jovovich                                                   |
| 2010 | Gunless                                       | Jane                          | junto a Paul Gross, Callum Keith Rennie y Dustin Milligan                |
| 2010 | I'm Here (cortometraje)                       | Francesca                     | junto a Andrew Garfield                                                  |
| 2010 | Perfect Life, también llamada Perfect Victims | Anne                          | junto a Jesse Bradford                                                   |
| 2009 | Virtuality                                    | Rika Goddard                  | junto a Nikolaj Coster-Waldau, James D'Arcy, Gene Farber y Clea DuVall   |
| 2008 | Inkheart                                      | Teresa "Resa" Folchart        | junto a Brendan Fraser, Helen Mirren y Paul Bettany                      |
| 2007 | El corazón de la tierra                       | Katherine                     | junto a Philip Winchester, Joaquim de Almeida y Catalina Sandino Moreno  |
| 2006 | Eragon                                        | Arya Dröttningu               | junto a Ed Speleers y Jeremy Irons                                       |
| 2006 | Rabbit Fever                                  | Presentadora del noticiero    | junto a Enzo Cilenti y Tara Summers                                      |
| 2005 | Silence Becomes You                           | Grace                         | junto a Alicia Silverstone y Joe Anderson                                |
| 2005 | In the Bathroom (cortometraje)                | Mujer                         | junto a Enzo Cilenti                                                     |
| 2005 | Marple: a Murder is Announced                 | Julia Simmons                 | junto a Geraldine McEwan y Keeley Hawes                                  |
| 2004 | Beauty                                        | Cathy Wardle                  | junto a Martin Clunes y Peter Vaughan                                    |
| 2004 | Resident Evil: Apocalipsis                    | Jill Valentine                | junto a Milla Jovovich y Oded Fehr                                       |
| 2003 | Love Actually                                 | Novia de Jamie                | junto a Colin Firth                                                      |
| 2003 | The Principles of Lust                        | Juliette                      | junto a Alec Newman y Marc Warren                                        |
| 2002 | The Time Machine                              | Emma                          | junto a Guy Pearce y Jeremy Irons                                        |
| 2001 | Superstition                                  | Julie                         | junto a Mark Strong y David Warner                                       |
| 2001 | Kiss Kiss (Bang Bang)                         | Kat                           | junto a Stellan Skarsgård, Paul Bettany y Jacqueline McKenzie            |
| 2001 | The Last Minute                               | Joven en el Kayak             | junto a Max Beesley, Ciarán McMenamin y Jason Isaacs                     |
| 2001 | Two Days, Nine Lives                          | Kate                          | junto a Luke Goss y Simon Shepherd                                       |
| 2001 | Late Night Shopping                           | Susie                         | junto a Enzo Cilenti y Shauna Macdonald                                  |
| 2001 | Oblivious (cortometraje)                      | Jessica                       | junto a Matthew Ashforde                                                 |
| 2000 | Sorted                                        | Sunny                         | junto a Matthew Rhys, Ben Moor y Tim Curry                               |
| 2000 | The Rules of Engagement (cortometraje)        | Denise                        | junto a Nick Moran                                                       |
| 2000 | The 3 Kings                                   | Roxana                        | junto a Vanessa Redgrave y Paul Freeman                                  |
| 1999 | Star! Star!                                   | Lu                            | junto a Mark Simich, Nick Moran y Kirsty Hinchcliffe                     |
| 1999 | Dzvirpaso M                                   | -                             | -                                                                        |
| 1996 | The Future Lasts a Long Time                  | Blue                          | junto a Hans Matheson, Samantha Morton y Nick Moran                      |
| 1993 | Riders                                        | Fenella Maxwell               | junto a Marcus Gilbert                                                   |

### Series de televisión
| Año  | Título                           | Personaje            | Notas                                       |
| ---- | -------------------------------- | -------------------- | ------------------------------------------- |
| 2023 | Silo                             | Hanna Nichols        |                                             |
| 2015 | Fortitude                        |                      | en proceso de filmación                     |
| 2013 | Believe                          | Moore                | junto a Delroy Lindo, Jake McLaughlin       |
| 2013 | Luther                           | Mary Day             | Tercera temporada                           |
| 2010 | CSI: Crime Scene Investigation   | Kacey Monahan        | episodio "Shock Waves"                      |
| 2010 | Covert Affairs                   | Sophie Jacklin       | episodio "What Is and What Should Never Be" |
| 2008 | Criminal Minds                   | SSA Kate Joyner      | 2 episodios                                 |
| 2008 | The Oaks                         | Jessica              | piloto en el canal FOX TV                   |
| 2005 | The Virgin Queen (miniserie)     | Lettice Knollys      | 4 episodios                                 |
| 2003 | Helena de Troya (miniserie)      | Helena de Troya      |                                             |
| 2000 | Take a girl like you (miniserie) | Jenny Bunn           | junto a Rupert Graves y Hugh Bonneville     |
| 1999 | Out of Sight                     | Ingrid               | 2 episodios                                 |
| 1996 | In Suspicious Circumstances      | Bessie Smith         | episodio "Dearest Pet"                      |
| 1995 | The Buccaneers (miniserie)       | Lady Felicia Marabel | 5 episodios                                 |

### Videojuegos
| Año  | Juego  | Personaje       | Notas                            |
| ---- | ------ | --------------- | -------------------------------- |
| 2006 | Éragon | Arya Dröttningu | prestó su voz para el videojuego |

### Teatro
| Año  | Obra                | Personaje | Teatro                  | Notas                               |
| ---- | ------------------- | --------- | ----------------------- | ----------------------------------- |
| 2004 | The Shape of Things | -         | New Ambassadors Theatre | junto a Enzo Cilenti y James Murray |

## Premios y nominaciones
| Año  | Categoría               | Premio                                         | Película                                               | Resultado |
| ---- | ----------------------- | ---------------------------------------------- | ------------------------------------------------------ | --------- |
| 2004 | Best Ensemble Acting    | Phoenix Film Critics Society Awards            | Love Actually                                          | Nominada  |
| 2014 | Best Supporting Actress | British Independent Film Award                 | The Goob                                               | Nominada  |
| 2022 | Best Feature            | Cannes International Independent Film Festival | Everything I Ever Wanted to Tell My Daughter About Men | Ganadora  |
| 2023 | Best Actress            | Tekka International Film Festival              | The Performance                                        | Ganadora  |